# Atropacarus substrictus
Atropacarus substrictus är en kvalsterart som först beskrevs av Wojciech Niedbała 1983.  Atropacarus substrictus ingår i släktet Atropacarus och familjen Phthiracaridae. Inga underarter finns listade.